# Paraphractus abbreviatus
Paraphractus abbreviatus är en insektsart som först beskrevs av Brunner von Wattenwyl 1895.  Paraphractus abbreviatus ingår i släktet Paraphractus och familjen vårtbitare. Inga underarter finns listade i Catalogue of Life.